# Lindsaea parvipinnula
Lindsaea parvipinnula là một loài dương xỉ trong họ Lindsaeaceae. Loài này được K. Iwats. mô tả khoa học đầu tiên năm 1961.
Danh pháp khoa học của loài này chưa được làm sáng tỏ. 